# SimTower
SimTower: The Vertical Empire, оригинальное название The Tower (яп. ザ・タワー Дза Тава:) — компьютерная игра-симулятор, созданная японской студией Vivarium Inc., и выпущенная в ноябре 1994 году для Microsoft Windows и Macintosh System 7. На территории Японии игра была выпущена для игровых приставок Sega Saturn и Sony PlayStation в 1996 году. В США и Европе распространением игры занималась компания Maxis, которая включила игру в линейку Sim.

## Геймплей

Изображение из игры, показывающее здание небоскрёба в разрезе

Игрок должен создать многофункциональный небоскрёб, где будут располагаться рестораны, кондоминиумы, офисы и лифты. Одна из главных задач игрока заключается в том, чтобы арендаторы не покинули своё помещение, для этого необходимо создавать для них благоприятные условия для работы: обеспечивать медицинской помощью, местами для парковки, держать помещения в чистоте, обеспечивать лёгкое и быстрое перемещение по зданию главным образом через строительство новых лифтов. Правильное распределение лифтов является ключевым фактором в игре.
Башня оценивается по пятизвёздочной шкале, которая зависит от того, сколько в ней этажей и насколько комфортно в ней пребывают арендаторы. Изначально игроку доступна небольшая однозвездочная башня с ограниченными возможностями строительства. Для увеличения количества звёзд игрок должен увеличивать количество этажей для привлечения новых арендаторов и обеспечивать им комфортное пребывание. Максимально можно строить 100 этажей над землёй и 9 этажей под землёй. Стандартные лифты могут охватывать максимум 30 этажей здания, а экспресс-лифты — все этажи, однако их содержание будет дорого обходиться, с другой стороны, они эффективно увеличивают комфортность для арендаторов.
На рейтинг башни могут влиять и внешние факторы: например, игроку могут позвонить террористы и сообщить, что они заложили бомбу в здании, требуя выкуп. Если выкуп не заплатить, то спецслужбы должны найти бомбу, прежде чем она взорвётся и нанесёт значительный урон небоскрёбу, что в результате понесёт за собой убытки и понижение рейтинга. Если игрок строит этажи под землей, то может случайно наткнуться на залежи золота, которые принесут большие доходы. Также время от времени небоскрёб посещают так называемые VIP-клиенты, которым необходимо обеспечить комфортное пребывание строительством люкс-отеля в здании и совершенствованием передвижения по зданию. Если VIP-гости оставят положительные отзывы о небоскрёбе, то это заметно повысит его рейтинг и даже позволит получить новую звезду. В конце каждого четвёртого квартала на небе можно видеть Санта-Клауса с его оленями.

## Разработка
| Системные требования    | Системные требования       | Системные требования       |
| ----------------------- | -------------------------- | -------------------------- |
|                         | Рекомендации               |                            |
| Windows                 |                            |                            |
| ОС                      | Windows 3.1                | Windows 3.1                |
| ЦПУ                     | Intel 80386 или compatible | Intel 80386 или compatible |
| Объём ОЗУ               | 4 Mb                       | 4 Mb                       |
| Информационный носитель | CD-ROM                     | CD-ROM                     |
| Видеокарта              | VGA capable graphics card  | VGA capable graphics card  |
| Mac OS                  |                            |                            |
| ОС                      | Macintosh System 7         | Macintosh System 7         |
| ЦПУ                     | 68030                      | 68030                      |
| Объём ОЗУ               | 4 Mb                       | 4 Mb                       |
| Информационный носитель | CD-ROM                     | CD-ROM                     |
| Видеокарта              | 256                        | 256                        |

Автором идеи является японский геймдизайнер Ютака Сайто. Идея создать игру пришла к нему, когда Ютака получал образование в университете Васэда и играл в SimCity на компьютере Macintosh. Сайто начал заниматься разработками моделирования здания в рамках будущего медиа-проекта для японского издательства. Позже Сайто было предложено разрабатывать новый проект для бизнес-компании, однако он отказался, увидев, что слишком далеко отошёл от изначальной цели. Сайто покинул компанию и решил самостоятельно создать игру, построенную на идее работать с небоскрёбом и лифтами. Вскоре Сайто объединяется с внештатным программистом Такуми Абэ, который помогает Сайто создать игру. Для придания реалистичности игре Сайто попытался связаться с лифтовой компанией, чтобы узнать о создании лифтов и их работе, однако компания отказалась предоставить какую-либо информацию. При разработке дизайна небоскрёба Сайто использовал программу HyperCard и изначально создал огромную монохроматическую башню, позже было решено условно разделить по цветам офисы и гостиничные объекты. После доработки игры Сайто заметил, что производительность на Mac заметно улучшилась, и решил доработать игру с поддержкой 16 до 256 цветов. Сайто впоследствии был принят на новую работу в качестве дизайнера анимации и графики.
Игра изначально называлась The Tower и должна была поддерживаться операционными системами Microsoft Windows и Macintosh System 7. Для поддержки игры необходимы поддержка 8-битного цвета и 4 мегабайта оперативной памяти. Музыка, использованная в игре, схожа с музыкой из предыдущих игр серии Sim, звуковые эффекты сведены к минимуму. Звуки, которые воспроизводятся в фоновом режиме, включают в себя «офисный шум» и работу лифтов.

## Выход и восприятие критикой
| Сводный рейтинг      | Сводный рейтинг | Сводный рейтинг |
| Издание              | Оценка          | Оценка          |
| Издание              | GBA             | PC              |
| -------------------- | --------------- | --------------- |
| GameRankings         | 64,50 %         | N/A             |
| Иноязычные издания   |                 |                 |
| Издание              | Оценка          | Оценка          |
| Издание              | GBA             | PC              |
| AllGame              | N/A             | [ 6 ]           |
| Entertainment Weekly | N/A             | B-              |

Игра стала очень популярна на территории Японии, а Ютака Сайто — разработчик игры — получил премию от «Нихон кэйдзай симбун» как лучший молодой разработчик года. Вскоре президент компании Maxis Джефф Барун предложил Сайто выпускать игру за пределами Японии. На Западе игра стала выпускаться компанией Maxis под названием SimTower, как часть линейки Sim, таким образом объём продаж игры был увеличен во много раз. Английская версия игры выпускалась для операционных систем ОС Windows и Macintosh System 7. В 1996 году игра была выпущена для игровых приставок Sega Saturn и 3DO Interactive Multiplayer.
Критики журнала South China Morning Post похвалили игру, отметив, что она следует по стопам предыдущих игр sim-серии. Критик отметил, что за игрой даже интереснее наблюдать, чем в SimCity 2000, наблюдая жизнь и работу маленьких человечков, а сама игра навевает «домашнее чувство» в противовес SimEarth и SimLife, которые получились очень универсальными. Бенджамин Светки, критик журнала Entertainment Weekly, отметил, что игра доставляет несомненное удовольствие, отметив, однако, что геймплей тут слишком медленный, особенно это почувствуют те, кто знаком с предыдущими играми Sim-серии. В австралийском журнале The Age было отмечено, что игра отлично компенсирует провал предыдущей игры SimFarm. Лиза Карен Савиньяно из журнала Allgame похвалила игру за хорошую графику и звук, а также отметила, что благодаря нелинейности игра интересна при повторном прохождении, и поставила оценку 4 из 5.
Игра была также подвергнута критике в журнале South China Morning Post из-за отсутствия обучения или инструкций, что доставляло много трудностей новичкам, которым приходилось самостоятельно осваивать управление игрой. Также многие игроки остались недовольны скоростью игры, которая играет важную роль в получении доходов от арендаторов. После того, как игрок приобретает новые предметы или строит новые этажи, должно пройти длительное время, чтобы он получил новые доходы. Также среди недостатков игры выделяются жалобы виртуальных жильцов, которые никогда не поясняют причину своего недовольствия. Многим игрокам пришлось не по душе отсутствие готовых зданий и сценариев. Газета Game Informer называет её весёлой игрой, к которой быстро привыкаешь. Редактор журнала San Diego Union-Tribune Мэтт Миллер отметил, что по сравнению с SimCity 2000 геймплей в игре очень медленный и порой приходится ждать несколько минут, чтобы получить доходы и купить новые дополнения к зданию. Критик журнала Dragon похвалил игру за её визуальные эффекты и геймплей, однако отметил, что игра слишком медленна, что является следствием недоработанности геймплея и является определённым недостатком для игры-стратегии. В 1994 году игра получила премию от ассоциации программного обеспечения Codie award, как лучший симулятор года.
24 ноября 1998 года для Macintosh была выпущена новая игра со схожим геймплеем под названием Yoot Tower, над дизайном которой работал Ютака Сайто. С января 1999 года игра стала выпускаться для Windows. Игрок должен строить небоскрёб и обустраивать его общественными местами и офисами, здание также оценивается по пятибалльной шкале. 18 апреля 2005 года японская компания Sega выпустила обновлённую версию игры — SimTower SP для игровой приставки Game Boy Advance, которая была выпущена в США 15 марта 2006 года. 26 июня 2008 года студией DigiToys была выпущена обновлённая версия игры под названием The Tower DS.
Игра Yoot Tower доступна для онлайн-покупки в App Store для планшетов iPad.